# Ryan Dow
Ryan Dow (ur. 7 czerwca 1991 w Dundee) – szkocki piłkarz grający na pozycji napastnika w Peterhead, do którego jest wypożyczony z Ross County.